# مسرح كوينز
مسرح كوينز (أي «مسرح الملكة») هي من مسارح الوست اند، تقع عند شارع شافتسبري افنيو في لندن.
تم افتتاح المسرح في عام 1907 م، وسمي نسبة إلى الملكة «الكساندرا» زوجة الملك ادوارد السابع الذي تسلم العرش البريطاني في أوائل القرن العشرين.
تعرض المسرح لأضرار كبيرة خلال الحرب العالمية الثانية، حيث تم تجديده وإعادة افتتاحه في عام 1959 م.
يشتهر المسرح بعرضه تمثيلية «البؤساء» منذ سنين.